# بيري مور
بيري مور (بالإنجليزية: Perry Moore)‏ (و. 1971 – 2011 م) هو مخرج أفلام، ومنتج أفلام، وكاتب سيناريو أمريكي، ولد في ريتشموند، توفي في مانهاتن، عن عمر يناهز 40 عاماً.

## التعليم
تعلم في جامعة فرجينيا
.

## جوائز
حصل على جوائز منها:

جائزة لامدا الأدبية

## وصلات خارجية
- بيري مور على موقع IMDb (الإنجليزية)
- بيري مور على موقع ألو سيني (الفرنسية)
- بيري مور على موقع أول موفي (الإنجليزية)
- بيري مور على موقع قاعدة بيانات الأفلام السويدية (السويدية)
- بيري مور على موقع قاعدة بيانات الفيلم (الإنجليزية)
- بيري مور على موقع كينوبويسك (الروسية)